# Saison 2 de Fantomatiquement vôtre, signé Scoubidou
Chronologie
Saison 1 Saison 1 du Scooby-Doo Show
Cet article présente le guide de la saison 2 de la série télévisée Fantomatiquement vôtre, signé Scoubidou (The New Scooby-Doo Movies).
Tous les épisodes ont fait l'objet d'un doublage en français.

## Épisodes

### Épisode 1:L'île hantée
- Titre original : The Mystery of Haunted Isle
- Numéro(s) : 17 (2.1)
- Scénariste(s) :
- Réalisateur(s) :
- Diffusion(s) : 
  -  États-Unis : 8 septembre 1973 sur CBS
- Invité(es) : Harlem Globetrotters
- Résumé :

### Épisode 2:La scène hantée
- Titre original : The Haunted Showboat
- Numéro(s) : 19 (2.3)
- Scénariste(s) :
- Réalisateur(s) :
- Diffusion(s) : 
  -  États-Unis : 15 septembre 1973 sur CBS
- Invité(es) : Josie and the Pussycats
- Résumé :

### Épisode 3:La rencontre avec JeannieouMystère en Perce
- Titre original : Scooby-Doo Meets Jeannie
- Autre(s) titre(s) original(aux) : Mystery in Persia
- Numéro(s) : 18 (2.2)
- Scénariste(s) :
- Réalisateur(s) :
- Diffusion(s) : 
  -  États-Unis : 22 septembre 1973 sur CBS
- Invité(es) : Jeannie et Babu de la série d'animation Jeannie (1973)
- Résumé : Scooby-Doo et sa bande partent en Perce avec Jeannie et Babu pour aider un prince. Là, il découvre un palais vide de toute âme et livré à des voix étranges. L'oncle du prince leur expliquera que l'esprit du diable hante le château par vengeance. Mais est-ce la seule raison ?

### Épisode 4:Drôle de sport
- Titre original : The Spirited Spooks Sport Show
- Numéro(s) : 21 (2.5)
- Scénariste(s) :
- Réalisateur(s) :
- Diffusion(s) : 
  -  États-Unis : 29 septembre 1973 sur CBS
- Invité(es) : Tim Conway
- Résumé :

### Épisode 5:L'exterminateur
- Titre original : The Exterminator
- Numéro(s) : 22 (2.6)
- Scénariste(s) :
- Réalisateur(s) :
- Diffusion(s) : 
  -  États-Unis : 6 octobre 1973 sur CBS
- Invité(es) : Don Adams
- Résumé :

### Épisode 6:Vents mystérieux
- Titre original : The Weird Winds Of Winona
- Numéro(s) : 20 (2.4)
- Scénariste(s) :
- Réalisateur(s) :
- Diffusion(s) : 
  -  États-Unis : 13 octobre 1973 sur CBS
- Invité(es) : Speed Buggy
- Résumé :

### Épisode 7:Le mystère de la confiserie hantée
- Titre original : The Haunted Candy Factory
- Numéro(s) : 23 (2.7)
- Scénariste(s) :
- Réalisateur(s) :
- Diffusion(s) : 
  -  États-Unis : 20 octobre 1973 sur CBS
- Invité(es) : « Mama » Cass Elliot
- Résumé :

### Épisode 8:Scooby-Doo et Dick Van DykeouLe carnaval hanté
- Titre original : Scooby-Doo Meets Dick Van Dyke
- Autre(s) titre(s) original(aux) : The Haunted Carnival
- Numéro(s) : 24 (2.8)
- Scénariste(s) :
- Réalisateur(s) :
- Diffusion(s) : 
  -  États-Unis : 27 octobre 1973 sur CBS
- Invité(es) : Dick Van Dyke
- Résumé :